# Duane Da Rocha
Duane Da Rocha   (Brasília, 7 de gener de 1988) Duane Da Rocha Marcé és una nedadora espanyola, especialista en les proves d'esquena i estils. Nascuda a Brasil, es va traslladar molt jove a Màlaga, on va créixer com a esportista.
El 2003 va rebre el premi "Andalusia dels esports" a la promesa de l'esport andalús.
A la fi del 2013 després de veure's forçada a abandonar la disciplina del Real Canoe fitxa novament pel CN Mijas.

## Trajectòria
L'any 2003, sent júnior, va fer el "triplet" en els campionats d'Espanya de piscina de 25 metres, en aconseguir les 3 proves d'esquena, els 50, 100 i 200 metres. Aquest mateix any, es va proclamar campiona d'Espanya absoluta de 200 metres esquena i es va pujar el tercer lloc en els 100 metres.
Un any després, repetiria els mateixos triomfs en la categoria júnior i també el campionat absolut de piscina curta, proclamant-se bicampiona d'Espanya dels 200 metres esquena. Amb els seus excel·lents resultats, va anar a representar a Espanya al Campionat Europeu de Natació finalitzant en la 23º posició.
El 2005, va fer el doblet en les proves de 100 i 200 metres esquena ja en la categoria absoluta, però per primera vegada en la piscina llarga, aconseguint la mínima per acudir al Campionat Mundial de Natació de 2005. En el Mundial va participar en els 200 metres esquena quedant la setzena en les semifinals amb un temps de 2:16.50. Va participar per primera vegada en uns Jocs Mediterranis, collint 2 diplomes en finalitzar 6ª i 4ª en els 50 i 200 metres esquena respectivament.
Al Campionat Europeu de Natació en Piscina Curta de 2007, celebrat a Debrecen, va realitzar un paper discret a nivell individual, sent eliminada en les eliminatòries de totes les seves proves i tenint com a millor resultat el 7º lloc assolit en els 200 metres esquena, la seva prova favorita.

### Èxits
Les seves primeres medalles van arribar en els Jocs Mediterranis de 2009, que es va disputar a la ciutat italiana de Pesqués. Tant a nivell individual com a nivell col·lectiu va realitzar un gran torneig per aconseguir les medalles de plata en 100 i 200 metres esquena. A nivell d'equip, Espanya, amb Duane, va quedar segona en els 4x100 estils amb un temps de 4:04.88.
Just un any després, en 2010, va ser quan es va confirmar el seu gran nivell. En total va aconseguir 3 medalles en els Europeus de natació tant en distància curta com a llarga. En la piscina curta, es va proclamar campiona d'Europa dels 200 esquena, amb un temps de 2:03.97, sent suficient per superar a Sharon van Rouwendaal. En els 100 metres esquena, va aconseguir pujar a l'últim esglaó del podi, sent bronze. Mentrestant, també va aconseguir el bronze en la piscina de llarga distància en Budapest, en els 200 metres esquena.
A l'any següent, no va poder revalidar la medalla d'or dels 200 esquena, en ser subcampiona a pesar aconseguir el rècord d'Espanya (2:03.32), arribant més d'1 segon més tard per darrere de Daryna Zevina. En el Mundial de Xangai d'aquest any, solament va poder ser 14ª en ambdues proves (100 i 200 esquena).
El 2012, va tornar a penjar-se la medalla de bronze que ja va aconseguir en 2010, en l'Europeu de llarga distància. En aquest mateix Europeu, es va quedar a un lloc de pujar al podi sent 4ª en els 100 metres esquena.
Debut en els Jocs Olímpics
Duane va ser seleccionada per participar en els Jocs Olímpics de 2012 celebrats a la ciutat britànica, Londres. La seva participació se centraria en els 200 metres esquena, encara que també participava en els 100 metres esquena i en els 4x100 estils. En els 100 metres esquena, es va quedar fora de les semifinals, i no es va classificar per a la final dels 200 metres esquena, finalitzant en 13ª posició.
Campionat d'Europa 2014
Duane Da Rocha es va proclamar a Berlín, campiona d'Europa dels 200 esquena, el 19 d'agost de 2014, imposant-se en la final en els últims metres, a la britànica Elisabeth Simmonds i a la russa Daria Ustinova, amb 2:09.37 per 2:09.66 i 2:09.79 dels seus rivals.